# 192
Năm 192 là một năm trong lịch Julius. 